# Товариство свідомих громадян

Емблема ГО "Товариство свідомих людей"

Товариство Свідомих Громодян — громадська організація, заснована у Києві в 2016 році групою вимушених переселенців із зони проведення АТО. Голова організації - Олександр Ретівов. ГО вирішує не лише проблеми вимушених переселенців, але й проблеми країни в цілому.

## Мета організації
Метою Організації є захист прав і свободи громадян, вирішення суспільних, зокрема економічних, соціальних, культурних, творчих, наукових, екологічних, підприємницьких, майнових та інших інтересів громадян України, в тому числі внутрішньо переміщених осіб, та місцевих громад.

## Основні напрямки діяльності
- Захист законних прав та інтересів громадян України, а саме: соціальний, культурний, духовний, творчий, науковий, освітній, економічний та майновий. Також захист прав внутрішньо переміщених осіб;
- Захист прав людини в тяжких економічних умовах сучасної України;
- Сприяння всебічному розвитку місцевих громад;
- Організація бере  активну участь у реалізації місцевих, регіональних, державних та міжнародних програм і проектів, що спрямовані на захист законних прав та інтересів громадян України, внутрішньо переміщених осіб та місцевих громад;
- Організація бере активну участь у дослідженнях та вивченні актуальних проблем місцевих громад, внутрішньо переміщених осіб та інших категорій населення в умовах сучасного суспільства;
- Здійснення громадського контролю за дотриманням діючого законодавства України у встановленому законодавством порядку;
- Організація та координація процесу об'єднання та взаємодопомоги між членами місцевих громад та внутрішньо переміщених осіб;
- Участь в суспільному діалозі з органами влади та місцевого самоврядування, підтримка соціального партнерства;
- Адаптація внутрішньо переміщених осіб та інших громадян України,  які знаходяться в кризовому стані та потребують всебічної допомоги;
- Організація надання різних видів допомоги, зокрема соціальної, матеріальної та правової, сприяння у працевлаштуванні, консультації з питань законодавства України та міжнародного права для багатодітних сімей, інвалідів, осіб похилого віку, ветеранів війни, іншим громадянам, що потребують допомоги;
- Усебічна участь у наданні матеріальної та іншої допомоги багатодітним сім’ям, інвалідам, одиноким, хворим, особам похилого віку, малозабезпеченим громадянам та іншим особам, що потребують допомоги;
- Сприяння якісному наданню послуг для внутрішньо переміщених осіб та інших громадян України та місцевих громад, зокрема у наданні житла та його будівництві;
- Взяття участі в роботі з дітьми, включаючи дітей-інвалідів, покинутих дітей та дітей із неблагополучних сімей;
- Участь в діяльності експертних, консультативних, наглядових, конкурсних, робочих, кадрових та інших рад, комітетів, комісій, груп при органах державної влади та органах місцевого самоврядування, на підприємствах, установах і організаціях незалежно від форми власності тощо відповідно до чинного законодавства;
- Залучення інвестицій в проекти та програми, які є соціально орієнтованими та мають метою захист законних прав та інтересів громадян України, внутрішньо переміщених осіб та місцевих громад;
- Сриймання участі в законотворчій роботі шляхом розробки нормативно-правових актів, змін або доповнень до них, надання відповідних пропозицій органам державної влади та місцевого самоврядування;
- Сприяння розвитку доброчинної діяльності відповідно до чинного законодавства України;
- Співпраця з підприємствами, установами і організаціями усіх форм власності, у тому числі вузами та науковими установами, зокрема, співпраця з провідними спеціалістами, що займаються чи сприяють реалізації статутної мети та напрямів діяльностей;
- Сприяння провадженню видавничої діяльності, створення та підтримка спеціалізованих видань, вебсайтів, сувенірної продукції, проведення масових добродійних заходів та акцій, аукціонів, підготовку освітніх теле- та радіопрограм тощо;
- Здійснення організації та сприяння проведенню культмасових, спортивних, оздоровчих, туристичних, освітніх та інших заходів, у тому числі конференцій, круглих столів, форумів, семінарів, симпозіумів, тренінгів, консультацій, майстер-класів тощо згідно чинного законодавства;
- Розвиток і зміцнення зв’язків з міжнародними і національними організаціями і об’єднаннями, сприяння активній участі своїх представників в їх діяльності;
- Виконання інших завдань відповідно до мети і напрямів діяльності Організації та чинного законодавства України.